# 3042 Zselinszki
A 3042 Zselinszki (ideiglenes jelöléssel 1981 EF10) a Naprendszer kisbolygóövében található aszteroida. Schelte J. Bus fedezte fel 1981. március 1-jén.

## Kapcsolódó szócikk
- Kisbolygók listája (3001–3500)